# Estructura sistemática del Derecho en España
Este artículo es un intento de ordenar sistemáticamente el ordenamiento jurídico vigente actualmente en España con la intención de ofrecer una visión amplia de las relaciones existentes entre las distintas disciplinas del Derecho en España. Es una traducción adaptada y ampliada del artículo correspondiente en la edición alemana y se encuentra en construcción
El Derecho positivo puede dividirse en cuatro apartados:
1. Derecho privado: Que regula las relaciones de los particulares entre sí según los principios generales de la igualdad, libre albedrío y responsabilidad. A este ámbito pertenecen el Derecho civil configurado como derecho privado general de aplicación subsidiaria y analógica a otras materias, el Derecho mercantil como derecho especial en función de la cualidad de comerciante de los sujetos, que incluye según la doctrina al Derecho de sociedades y el Derecho concursal.
2. Derecho público: Dirigido a la regulación de las relaciones entre los sujetos individuales con los órganos que ostentan potestades públicas atribuidas por el propio ordenamiento jurídico y que se fundamentan en los tres poderes básicos del Estado (legislativo, ejecutivo y judicial), entre estos órganos o incluso entre estados. Por ejemplo el Derecho de la Unión Europea y de otras organizaciones internacionales, Derecho constitucional, Derecho político, Derecho administrativo, Derecho Tributario. En contraposición con el derecho privado, el derecho público es el derecho especial de los estados
3. Derecho penal: El Derecho penal se considera normalmente como parte la parte autónoma y especiliada del derecho público, dirigido a sancionar penalmente determinadas acciones u omisiones que lesionan bienes jurídicamente relevantes. Principalmente regulado en el Código Penal (España) de 1995 y en otras leyes penales especiales.
4. Derecho procesal: Como el derecho penal, el procesal, forma parte del derecho público, pero tradicionalmente es estudiado de forma autónoma y especializada (Derecho procesal civil y penal, derecho procesal constitucional contencioso-administrativo y militar. Regula el proceso jurisdiccional mediante el que se ejerce la potestad jurisdiccional atribuida a los Jueces y Tribunales que integran la Administración de Justicia para la resolución de conflictos entre partes).

## Derecho Privado

### Derecho civil

#### Disposiciones generales
- Personalidad
- Persona jurídica
- Cosas
- Animales
- Capacidad de obrar
- Contrato
- Obligación
- Representación
- Consentimiento
- Mora
- Prescripcción

#### Derecho de obligaciones y contratos
- Obligación
  - Responsabilidad
  - Vicio oculto
  - Consentimiento
  - Objeto
  - Causa
  - De las obligaciones que se contraen sin contrato
  - Prescripción
- Contrato
  - Compraventa
  - Permuta
  - Donación
  - Préstamo
  - Comodato
  - Arrendamiento de bienes
  - Arrendamiento de servicios
  - Renta vitalicia
    - Contrato de trabajo (véase Derecho laboral)

  - Comisión
  - Mandato
  - Gestión de negocios ajenos
  - Depósito
  - Comunidad de bienes
  - Sociedad

#### Derecho de cosas
- Posesión
- Accesión
- Propiedad
- Servidumbre
- Derecho de consumo
- Derechos reales
- Hipoteca
- Censos

#### Derecho de familia
- Matrimonio civil
- Parejas de hecho
  - Ausencia y declaración de fallecimiento
  - Alimentos entre parientes
  - Separación y divorcio
- Parentesco
  - Filiación
  - Curatela
  - Patria potestad
  - Tutela
  - Curatela
  - Guarda y acogimiento de menores
- Adopción

#### Sucesiones
- Herencia
- Testamento
- Sucesión hereditaria
- Declaración de herederos ab intestato

### Derecho mercantil y societario
- Derecho mercantil
  - Derecho marítimo
- Sociedades mercantiles
  - Comerciante individual
    - Sociedad en comandita

  - Sociedad anónima
  - Sociedad limitada
  - Unión Temporal de Empresas
  - Agrupación de Interés Económico

### Derecho concursal y propiedad intelectual
- Concurso de acreedores
- Derechos de autor
- Derecho de patentes
- Modelo de utilidad registrado
- Diseños industriales
- Derecho de marcas

### Derecho mercantil especial
- Transporte

### Derecho laboral
- Consideraciones generales
- Empleador
- Contrato individual de trabajo
  - Resolución de la relación laboral
- Protección de consumidores y usuarios
  - Accidentes de trabajo y enfermedades profesionales
- Negociación colectiva
  - Contrato colectivo de trabajo
  - Huelga

## Derecho público

### Derecho político y constitucional
- - Derechos fundamentales
  - Derecho administrativo
- Derecho de las comunidades autónomas

### GobiernoyAdministración

#### Derecho Administrativo
- Derecho Administrativo General, Sancionador
- Derecho administrativo especial
  - Tráfico y circulación de vehículos de motor
  - Derecho alimentario
  - Protección de Menores e incapaces
  - Derecho de la edificación en los ordenamientos jurídicos autonómicos
  - Gewerberecht (Teil des Wirtschaftsverwaltungsrechts, das nicht insgesamt Ordnungsrecht ist; siehe unten )
- Öffentliches Dienstrecht
  - Función pública
  - Garantías jurisdiccionales
  - Recht der Arbeitnehmer im öffentlichen Dienst, insbesondere Bundesangestelltentarifvertrag (BAT)
- Schulrecht (Landesrecht)
- Hochschulrecht, insbesondere Hochschulrahmengesetz und Landeshochschulgesetze
- Wehrrecht
- Zivildienstrecht
- Krankenhausrecht
- Straßenrecht
- Planungsrecht
  - Raumordnungsrecht
    - Raumordnungsgesetz des Bundes
    - Landesplanungsgesetze

  - Städtebaurecht (= Bauplanungsrecht), insbesondere Baugesetzbuch
- Ordenación de la actividad económica
  - Aguas, en especial Ley de Aguas

- - Allgemeines Gewerberecht
  - Besonderes Gewerberecht
    - Industria
    - Gaststättenrecht
    - Energiewirtschaftsrecht, insbesondere Energiewirtschaftsgesetz
    - Eisenbahnrecht
    - Postrecht (nicht obsolet durch Privatisierung: jetzt Recht der sektorspezifischen Marktregulierung)
    - Derecho de las telecomunicaciones (nicht obsolet durch Privatisierung: jetzt Recht der sektorspezifischen Marktregulierung)
    - Eisenbahnrecht

  - Recht des öffentlichen Auftragswesens (Vergaberecht)
  - Kartellrecht, insbesondere Gesetz gegen Wettbewerbsbeschränkungen
  - Außenwirtschaftsrecht
  - Subventionsrecht
- Medio ambiente
  - Protección del ambiente atmosférico, especialmente Bundesimmissionsschutzgesetz
  - Residuos, en especial Kreislaufwirtschafts- und Abfallgesetz
  - Protección de la fauna y flora, insbesondere Bundesnaturschutzgesetz und Landesnaturschutzgesetze
  - Materias peligrosas
  - Derecho atómico, insbesondere Atomgesetz
  - Recht der privilegierten Energieträger, insbesondere Erneuerbare-Energien-Gesetz, Kraft-Wärme-Kopplungs-Gesetz und Treibhausgasemissionszertifikatehandelsgesetz
- Öffentliches Medienrecht
  - Presserecht
  - Rundfunkrecht
  - Recht der neuen Medien, Internetrecht
- Haushaltsrecht
- Kommunalrecht
  - Kommunalverfassungsrecht
    - Landkreisordnungen
    - Gemeindeordnungen (Gemeindeverfassungsrecht der Länder)
    - Amtsordnungen (in einigen, v.a. norddeutschen Bundesländern)
    - Kommunalwahlrecht

  - Kommunales Wirtschaftsrecht
    - Zweckverbandsrecht
    - Gemeindehaushaltsrecht
    - Gemeindekassenrecht
    - Eigenbetriebsrecht

### Derecho financiero y tributario
- Impuesto sobre la renta
- Impuesto sobre donaciones y sucesiones
- Impuesto sobre transmisiones y actos jurídicos documentados
- Impuesto sobre el valor añadido

### Derecho Europeo
- En sentido estricto (Derecho de la Unión Europea]])
  - Primäres Gemeinschaftsrecht (Gründungsverträge inkl. Protokollen, allgemeine Rechtsgrundsätze):
    - Vertrag zur Gründung der Europäischen Gemeinschaft
      - Ciudadanía de la Unión (Art. 17 I Tratado de la Unión)
      - Libertades y garantíasheiten der Europäischen Gemeinschaft
        - Warenverkehrsfreiheit (vgl. Art. 23-31 EGV)
        - Personenverkehrsfreiheiten
          - Arbeitnehmerfreizügigkeit (vgl. Art. 39 EGV)
          - Niederlassungsfreiheit (vgl. Art. 43 EGV)

        - Dienstleistungsfreiheit (vgl. Art. 49 EGV)
        - Kapitalverkehrsfreiheit (vgl. Art. 56 EGV)

      - Wettbewerbsregeln (vgl. Art. 81-89 EGV)

    - Vertrag über die Europäische Union
      - Gemeinsame Außen- und Sicherheitspolitik (GASP) (vgl. Art. 11-28 EUV)
      - Polizeiliche und justizielle Zusammenarbeit in Strafsachen (PJZS; auch: Zusammenarbeit in den Bereichen Justiz und Inneres, ZBJI; vgl. Art. 29-42 EUV)

    - Grundrechte (vgl. Art. 6 II EUV bzw. Charta der Grundrechte der Europäischen Union)
    - Allgemeines Willkürverbot
    - Grundsatz der Verhältnismäßigkeit
    - Grundsatz des Vertrauensschutzes
    - Grundsatz der Rechtssicherheit

  - Sekundäres Gemeinschaftsrecht:
    - Verordnungen (vgl. Art. 249 II EGV)
    - Richtlinien (vgl. Art. 249 III EGV)
    - Entscheidungen (vgl. Art. 249 IV EGV)
    - Empfehlungen und Stellungnahmen (vgl. Art. 249 V EGV)
- Europarecht im weiteren Sinne umfasst zusätzlich noch z.B.:
  - Europarat
    - Europäische Menschenrechtskonvention (EMRK)

  - Organisation für Sicherheit und Zusammenarbeit in Europa (OSZE)
  - (OECD)
  - WEU
  - CERN
  - European Conference of Ministers of Transport (ECMT)
  - European Patent Organization (EPO)
  - European Space Agency (ESA)
  - Nordischer Rat
  - NATO

## Derecho penal
- Derecho penal
  - Parte general
    - Capacidad penal
    - Tentativa
    - Autoría y participación
      - Autores
      - Cooperador necesario
      - Cómplicidad

    - Estado de necesidad
      - Defensa propia
      - Exceso de defensa

    - Pena
      - Privación de libertad
      - Multa
      - Reglas de conducta
      - Penas accesorias

    - Proporcionalidad penal
      - Concurso de delitos
      - Concurso de normas penales

  - Parte especial  (Delitos y faltas)
- Criminología

## Derecho procesal
- Proceso civil
  - Derecho procesal civil internacional
- Sumisión procesal